# Falco longipennis
Il lodolaio australiano (Falco longipennis Swainson, 1837) è un uccello falconiforme della famiglia dei Falconidi. Deve il nome scientifico alle lunghe e sottili penne delle ali.

## Descrizione

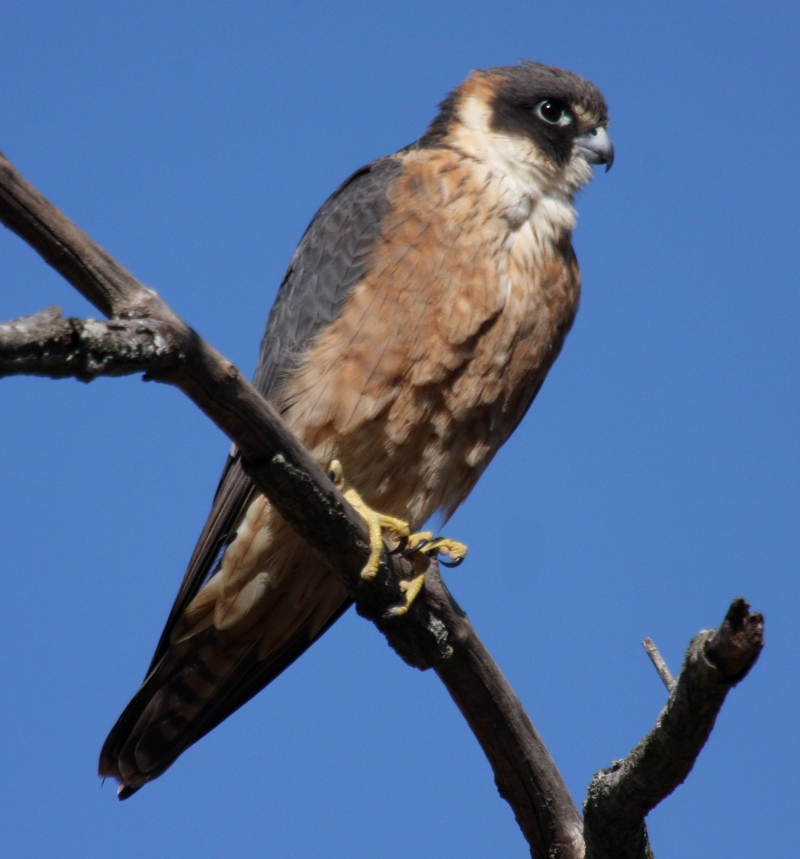
Un esemplare nel Cimitero di Samsonvale (Queensland sud-orientale).

Con i suoi 30–36 cm di lunghezza è uno dei più piccoli rapaci australiani. Ricorda moltissimo il falco pellegrino, ma è un po' più piccolo ed ha piumaggio più scuro.

## Distribuzione e habitat
Questo falco è diffuso soprattutto in Australia. Migratore, trascorre l'inverno in Indonesia e Nuova Guinea.

## Biologia
Abita nelle aree boschive aperte, dove si sposta rapidamente tra i rami degli alberi in cerca di altri uccelli. È molto adattabile e spesso fa la sua comparsa in parchi e giardini urbani e nelle poche aree incontaminate rimaste. Cattura piccoli uccelli, fino a quelli di dimensioni quasi pari al suo peso, e viene spesso avvistato al crepuscolo mentre dà la caccia a pipistrelli e grossi insetti.
Per nidificare utilizza nidi costruiti da altri insetti. Solo la femmina si occupa della cova; il maschio pensa a cacciare per la compagna e i piccoli.